# Orbagna
Orbagna korábbi község (település) Franciaországban, Jura megyében. 2019. január 1-jén Beaufort községgel egyesült és Beaufort-Orbagna új község része lett.
Lakosainak száma 240 fő (2018. január 1.). Orbagna Vercia, Beaufort, Rosay és Rotalier községekkel határos.

## Népesség
A település népességének változása:
| Lakosok száma | 157  | 140  | 165  | 166  | 165  | 206  | 214  | 225  | 227  | 240  |
|               | 1968 | 1975 | 1982 | 1999 | 2006 | 2011 | 2013 | 2016 | 2017 | 2018 |